# Ptilinop de Henderson
El ptilinop de Henderson  (Ptilinopus insularis) és una espècie d'ocell de la família dels colúmbids (Columbidae) que habita els boscos de l'illa Henderson, a les Pitcairn.